# Charentilly
Charentilly és un municipi francès, situat al departament de l'Indre i Loira i a la regió de Centre – Vall del Loira. L'any 2007 tenia 1.050 habitants.

## Demografia

### Població
El 2007 la població de fet de Charentilly era de 1.050 persones. Hi havia 409 famílies, de les quals 77 eren unipersonals (35 homes vivint sols i 42 dones vivint soles), 139 parelles sense fills, 170 parelles amb fills i 23 famílies monoparentals amb fills.
La població ha evolucionat segons el següent gràfic:
Habitants censats

### Habitatges
El 2007 hi havia 430 habitatges, 405 eren l'habitatge principal de la família, 8 eren segones residències i 17 estaven desocupats. 415 eren cases i 15 eren apartaments. Dels 405 habitatges principals, 336 estaven ocupats pels seus propietaris, 65 estaven llogats i ocupats pels llogaters i 4 estaven cedits a títol gratuït; 1 tenia una cambra, 19 en tenien dues, 36 en tenien tres, 81 en tenien quatre i 268 en tenien cinc o més. 325 habitatges disposaven pel capbaix d'una plaça de pàrquing. A 141 habitatges hi havia un automòbil i a 250 n'hi havia dos o més.

### Piràmide de població
La piràmide de població per edats i sexe el 2009 era:
| Homes | Edats   | Dones |
| ----- | ------- | ----- |
| 0     | 95 o +  | 0     |
| 0     | 90 a 94 | 4     |
| 0     | 85 a 89 | 8     |
| 12    | 80 a 84 | 8     |
| 12    | 75 a 79 | 20    |
| 12    | 70 a 74 | 8     |
| 20    | 65 a 69 | 20    |
| 16    | 60 a 64 | 16    |
| 36    | 55 a 59 | 32    |
| 20    | 50 a 54 | 32    |
| 56    | 45 a 49 | 48    |
| 44    | 40 a 44 | 48    |
| 52    | 35 a 39 | 28    |
| 28    | 30 a 34 | 32    |
| 24    | 25 a 29 | 24    |
| 28    | 20 a 24 | 12    |
| 52    | 15 a 19 | 36    |
| 32    | 10 a 14 | 32    |
| 12    | 5 a 9   | 44    |
| 32    | 0 a 4   | 28    |

## Economia
El 2007 la població en edat de treballar era de 697 persones, 540 eren actives i 157 eren inactives. De les 540 persones actives 516 estaven ocupades (262 homes i 254 dones) i 24 estaven aturades (11 homes i 13 dones). De les 157 persones inactives 62 estaven jubilades, 67 estaven estudiant i 28 estaven classificades com a «altres inactius».

### Ingressos
El 2009 a Charentilly hi havia 420 unitats fiscals que integraven 1.126,5 persones, la mediana anual d'ingressos fiscals per persona era de 22.658 €.

### Activitats econòmiques
Dels 56 establiments que hi havia el 2007, 1 era d'una empresa extractiva, 1 d'una empresa alimentària, 4 d'empreses de fabricació d'altres productes industrials, 15 d'empreses de construcció, 10 d'empreses de comerç i reparació d'automòbils, 1 d'una empresa de transport, 3 d'empreses d'hostatgeria i restauració, 1 d'una empresa d'informació i comunicació, 2 d'empreses financeres, 3 d'empreses immobiliàries, 7 d'empreses de serveis, 5 d'entitats de l'administració pública i 3 d'empreses classificades com a «altres activitats de serveis».
Dels 19 establiments de servei als particulars que hi havia el 2009, 1 era una oficina de correu, 3 tallers de reparació d'automòbils i de material agrícola, 3 paletes, 1 guixaire pintor, 2 fusteries, 2 lampisteries, 4 electricistes i 3 restaurants.
Dels 2 establiments comercials que hi havia el 2009, 1 era un supermercat i 1 una botiga de menys de 120 m².
L'any 2000 a Charentilly hi havia 12 explotacions agrícoles que ocupaven un total de 800 hectàrees.

## Equipaments sanitaris i escolars
El 2009 hi havia una escola elemental.

## Poblacions properes
El següent diagrama mostra les poblacions més properes.